# Zombor és vidéke – Сомбор и околина (лист)
Zombor és vidéke – Сомбор и околина је лист на мађарском језику који је излазио скоро четири деценије, између 1881. и 1918. године у Сомбору. Први уредник листа био је Ђула Милер.

## Историјат
Zombor és vidéke - Сомбор и околина појављује се 1881. године и траје до 1918. године.
У првим годинама излажења лист је био замишљен као друштвено, културно, привредно и књижевно гласило.
У том периоду овај лист је доприносио успостављању и одржавању сарадње Мађара и Срба. Објављивани су преводи и чланци о књижевности Срба у Угарској. 
Таква политика листа трајала је до смрти Мите Поповића (1888) који је био сарадник листа. Тада престаје и стремљење ка културном зближавау два народа.
У листу су штампани  путописи Кароља Вертешија.
Током наредних година лист мења поднаслов у политички лист, те постаје гласило Уједињене опозиционе странке и пласира мађарске конзервативне и шовинистичке ставове усмерене против осталих народа Аустроугарске монархије.

### Периодичност излажења
До 1914. године лист Zombor és vidéke - Сомбор и околина је излазио два пута недељно, а током ратних година сваки дан.

### Време и место издавања
Сомбор, од 1881. до 1918. године

### Издавач и штампарија
Листа је штампан у штампарији Алфолди Арпада и касније Карла Облата.

## Уредник листа
Први уредник листа је био Ђура Милер.